# Jean-Antoine Chaptal
Jean-Antoine Chaptal, comte de Chanteloup (1756-1832) là nhà hóa học, nhà vật lý, nhà nông học, nhà tư bản công nghiệp, chính khách, nhà sư phạm người Pháp. Sự nghiệp của ông trải qua một trong những thời kỳ xuất sắc nhất của nền khoa học Pháp. Chỉ riêng lĩnh vực hóa học đương thời đã có nhiều tên tuổi lớn như Antoine Lavoisier, Claude Louis Berthollet, Louis Guyton de Morveau, Antoine-François Fourcroy và Joseph Louis Gay-Lussac. Chaptal đã đến với một công ty elite ở Paris vào thập niên 1780 và thành lập quốc thư của ông với sự phổ biến luận án lớn đầu tiên của ông, Ėléments de chimie. Luận án này đã đề cập đến thuật ngữ "nitrogen", đưa nó trở thành một thuật ngữ hóa học mới mang tính cách mạng (sau đó nó được phát triển bởi Lavoisier). Vào năm 1795, một École Polytechnique mới đã được thành lập ở Paris. Đến với cơ quan này, Chaptal đã chia sẻ các bài giảng của mình và cộng tác làm việc môn hóa học với Berthollet. Vào năm 1798, Chaptal được lựa chọn là một thành viên của Ban chuyên môn Hóa học có uy tín của Institut de France. Ông trở thành chủ tịch của ban này vào năm 1802 sau khi Napoléon Bonaparte chỉ định ông làm chức Bộ trưởng Bộ Nội vụ vào ngày 6 tháng 11 năm 1800. Chaptal là một nhân vật then chốt trong đầu thời kỳ công nghiệp hóa ở Pháp dưới thời Napoléon và thời của dòng họ Bourbon. Ông là người sáng lập và chủ tịch vào năm 1801 của Hội Khuyến khích Công nghiệp Quốc gia. Ông cũng là một người tổ chức quan trọng của các cuộc triển lãm công nghiệp được tổ chức vào năm 1801 và các năm tiếp theo tại Paris. Ông có một tác phẩm có giá trị, De l'industrie française, để trình bày điều kiện và sự cần thiết của công nghiệp Pháp trong thập niên 1800. Chaptal rất nổi bật trong khoa học ứng dụng. Bắt đầu từ thập niên 1780, ông xuất bản liên tục các bài tiểu luận nói về các đối tượng như acid, muối, alum, sulfur, gốm sứ, làm pho mát, củ cải đường, phân bón, thuốc tẩy trắng, thuốc tẩy nhờn, chất vẽ và thuốc nhuộm. Là một nhà công nghiệp hóa học, Chaptal là một nhà sản xuất hàng đầu của hydrochloric, nitric và axit sulfuric, đồng thời tư vấn cho việc chế tạo thuốc súng. Danh tiếng của ông với vai trò là một bậc thầy khoa học ứng dụng, đã góp phần cho sự tham gia của hóa học vào lợi ích của công nghiệp và nông nghiệp, đã đi xa hơn với việc xuất bản tác phẩm L'Art de faire, de gouverner et de perfectionner les vins  vào năm 1801 và La Chimie appliquée aux arts vào năm 1806 đã biến đổi lý thuyết hóa học của Lavoisier vào kỹ thuật sản xuất rượu vang. Việc thêm đường để tăng lượng rượu cuối cùng trong quá trình sản xuất rươu vang do Chaptal đề xuất đã được gọi là "quá trình Chaptal hóa". Vào năm 1802, ông mua Château de Chanteloup cũng như vùng đất rộng của nó ở Touraine. Chaptal đã phát triển số lượng cừu merino và đã thử nghiệm trong các năm tiếp theo về một nông trại mô hình trồng củ cải đường. Ông viết các tác phẩm kinh điển về việc ứng dụng khoa học vào lĩnh vực trồng trọt, Chimie appliquée à l'agriculture  vào năm 1823. Đồng thời ông cũng viết luận văn chính trị quan trọng có tên Mes souvenirs sur Napoléon, được xuất bản vào năm sau khi ông qua đời, 1893. Napoléon đã chỉ định ông vào công việc tại Cung điện của Hoàng đế vào năm 1808 và Cung điện của Chanteloup vào năm 1810. Vào năm 1819, Chaptal lại được Louis XVIII của Pháp chỉ định vào công việc của Phong Phục hồi chế độ quân chủ của các Quý tộc.